# Landhaus
Landhaus (także: Altes Landhaus, Altes Ständehaus) – budynek, znajdujący się w Dreźnie, w dzielnicy Innere Altstadt. Jedyny zachowany historyczny budynek przy drezdeńskiej magistrali wschód-zachód. Pod kątem stylistyki reprezentuje cechy późnego baroku, rokoka i wczesnego klasycyzmu. Powstały w latach 1770–1776 gmach pełnił funkcję siedziby organów parlamentarnych i administracyjnych zarówno w czasach Elektoratu, jak i Królestwa Saksonii. Obecnie mieszczą się w nim Muzeum Miejskie (niem. Stadtmuseum), Galeria Miejska (niem. Städtische Galerie Dresdner Kunst), sklep muzealny oraz kawiarnia.

## Historia
Budynek został zbudowany w latach 1770–1776 na miejscu zniszczonego w 1760 roku wskutek działań związanych z wojną siedmioletnią pałacu Flemminga-Sułkowskiego. Zaprojektowany przez dworskiego architekta Friedricha Augusta Krubsaciusa gmach powstał jako miejsce zgromadzeń reprezentacji saskich stanów krajowych (niem. Landstände). Rok po przyjęciu przez Saksonię w 1831 roku konstytucji ograniczającej prawa króla i przywileje stanowe, a także przyznającej obywatelom ograniczone czynne prawo wyborcze, budynek stał się siedzibą obu izb stanowych (niem. Ständekammern) nowo utworzonego parlamentu krajowego (niem. Landtag). 
W latach 1885–1888, w związku z przebiciem ulicy König-Johann-Straße, budynek, a w szczególności jego skrzydło zachodnie, poddano istotnym przeobrażeniom budowlanym – wyburzono przy tym w 1886 roku skrzydło południowe. Izby saskiego parlamentu obradowały w gmachu do 1907 roku, kiedy to przeniosły się do nowo wybudowanego budynku przy Schlossplatz. W późniejszych latach budynek, któremu nadano nawiązujące do jego poprzednich funkcji nazwy Landhaus (Altes Landhaus) i Altes Ständehaus, był siedzibą instytucji związanych z administracją państwową.

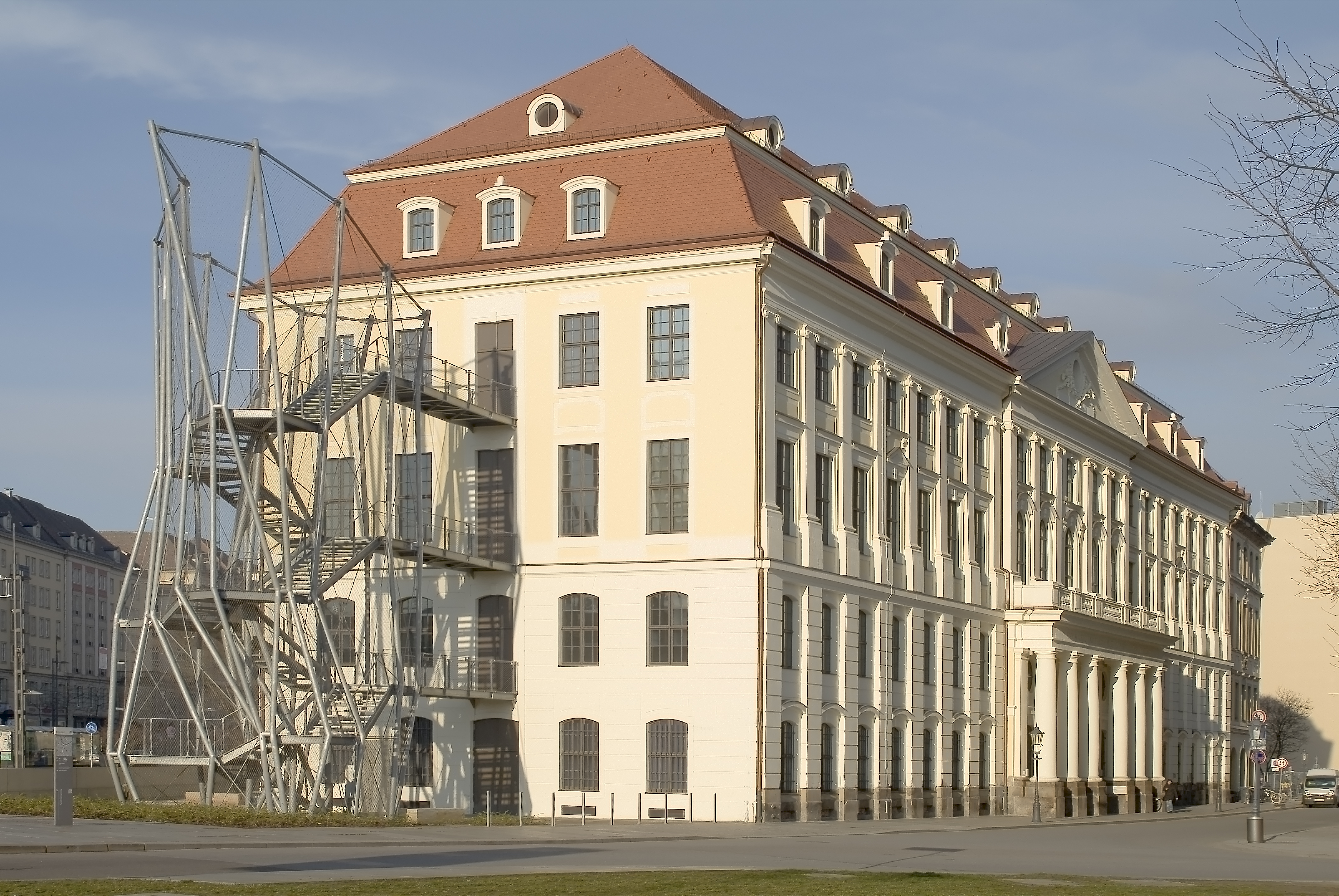
Widok na nowoczesną konstrukcję ze schodami pożarowymi po wschodniej stronie budynku

W lutym 1945 roku, podczas bombardowania w okresie II wojny światowej, Landhaus został prawie całkowicie zniszczony. W latach 1952–1953 przeprowadzono odbudowę skrzydła zachodniego, w którym ulokowano szkołę i przedszkole, a w 1961 roku rada miejska podjęła decyzję o rekonstrukcji głównej części budynku. Projekt ten zrealizowano w latach 1963–1966; nie odbudowano natomiast bocznego skrzydła od strony wschodniej, co spowodowało zanik znajdującego się pierwotnie w tym miejscu dziedzińca. Po zakończeniu prac budowlanych 6 stycznia 1966 roku cały odbudowany budynek przekazano Muzeum Miejskiemu (niem. Stadtmuseum Dresden). W 2002 roku ulokowano w nim również Galerię Miejską (niem. Städtische Galerie Dresden – Kunstsammlung). 
W latach 2003–2006 została przeprowadzona przebudowa wnętrz gmachu – powstały wtedy nowe sale wystawowe i funkcyjne, ponadto w 2005 roku po wschodniej stronie budynku zbudowano budzącą kontrowersje, nowoczesną konstrukcję ze schodami pożarowymi.

## Architektura

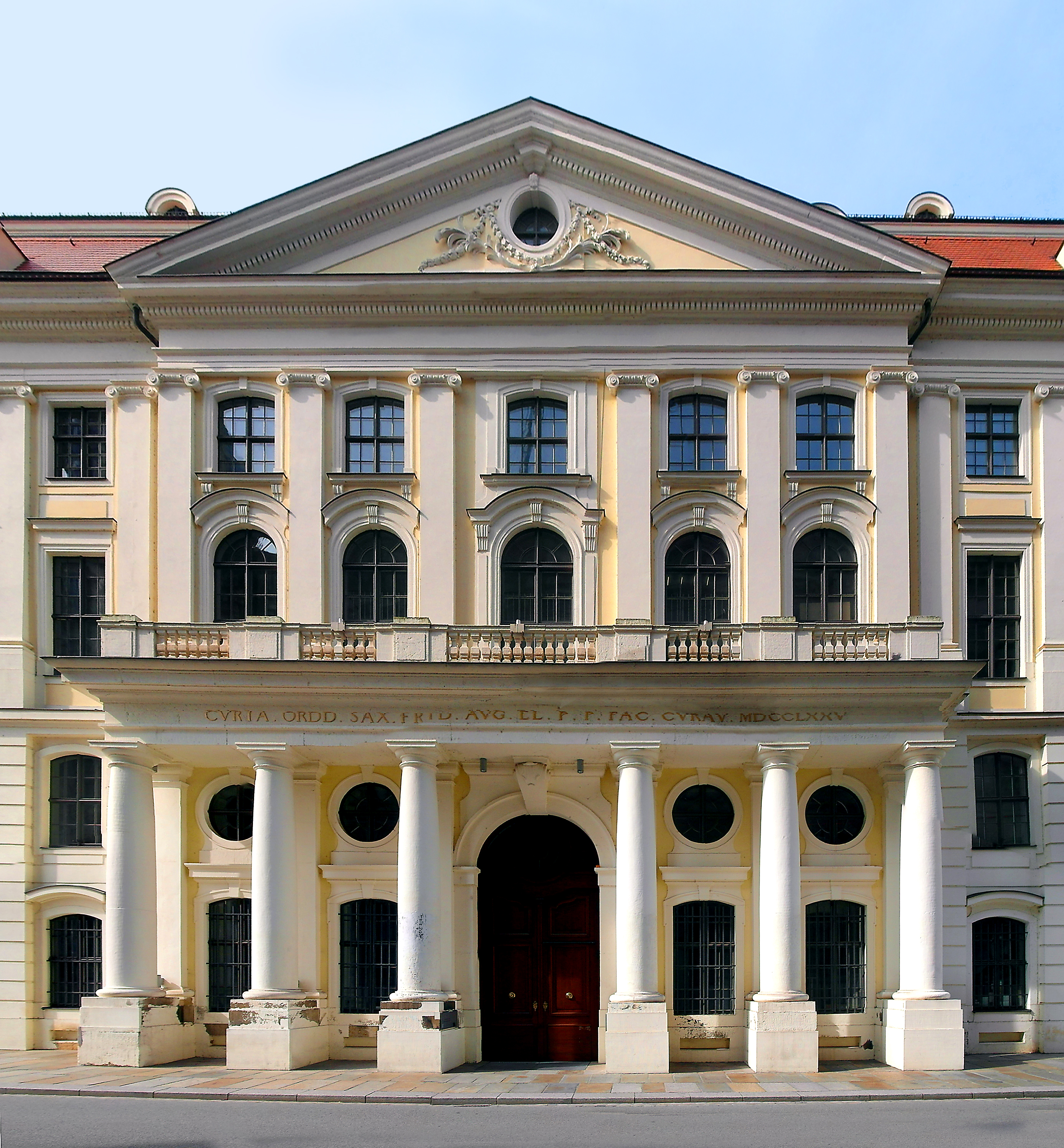
Środkowy ryzalit z północnej fasady budynku

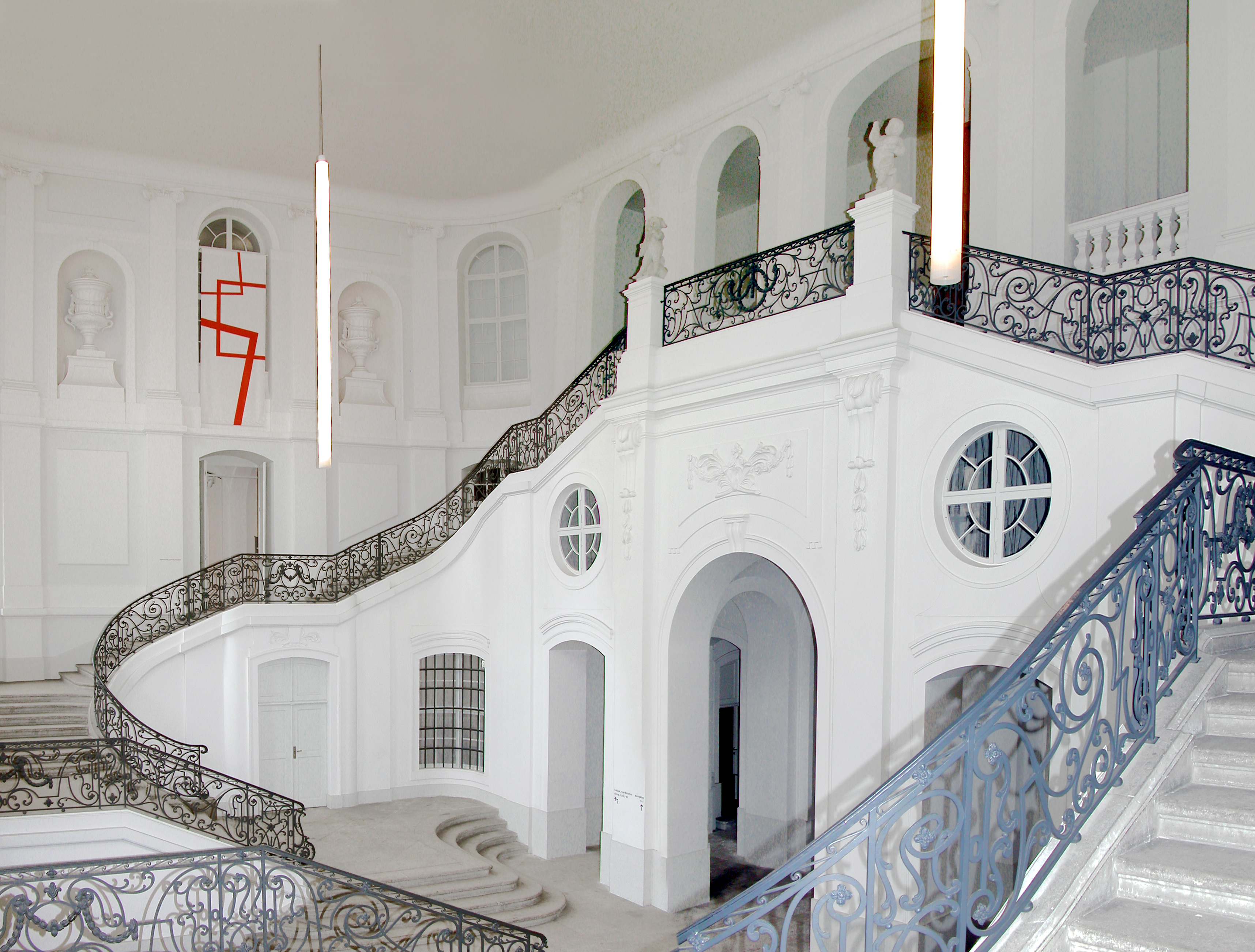
Klatka schodowa w budynku

Landhaus pod kątem stylistycznym charakteryzuje się harmonijnym połączeniem elementów późnego baroku, rokoka i wczesnego klasycyzmu, zastosowanego przy tej okazji pierwszy raz w Dreźnie. Przed południową fasadą budynku z zaokrąglonym środkowym ryzalitem znajduje się trakt ogrodowy, posiadający w swej formie barokowy akcent, z kolei północna fasada budynku jest determinowana przez środkowy ryzalit ze stanowiącym dawne główne wejście do budynku portalem, zawierającym sześć toskańskich kolumn, oraz szczytem ze skromnym tympanonem. 
We wnętrzu gmachu wyróżnia się okazała klatka schodowa z dużymi, zakrzywionymi schodami, posiadającymi ozdobne, wykonane z żelaza balustrady, uchodząca za jedno z najważniejszych osiągnięć Friedricha Augusta Krubsaciusa i stanowiąca istotny wkład w stylistykę późnego baroku. Znajdujący się pierwotnie przy wejściu na dziedziniec ozdobny zewnętrzny portal z fontanną z rzeźbami delfinów, wykonany w 1781 roku przez rzeźbiarza Johanna Christiana Feigego mł., został przeniesiony w latach 60. XX wieku do barokowego ogrodu w Heidenau, w dzielnicy Großsedlitz.

## Instytucje w budynku

### Muzeum Miejskie
Muzeum mieści obszerną stałą wystawę, składającą się z ponad 1000 eksponatów rozmieszczonych w czterech salach i 20 stacji multimedialnych, dokumentującą historię Drezna od XII wieku do lat 1989–1990. Znajduje się w nim również wielkie zdjęcie, o powierzchni 54 m², ukazujące miasto z lotu ptaka, a także osobna sala z wystawą opisującą historię miasta w czasach rządów nazistowskich. Muzeum organizuje ponadto coroczne wystawy bożonarodzeniowe.

### Galeria Miejska
W zbiorach galerii, położonej na pierwszym piętrze budynku, znajduje się około 1900 obrazów, 800 rzeźb i 20 000 prac wykonanych z papieru. Najstarsze prace pochodzą z XVI wieku, aczkolwiek nacisk kładziony jest na XIX i XX wiek, a także na sztukę współczesną. Stała ekspozycja galerii zorientowana jest na sztukę drezdeńską XIX i XX wieku, z pracami takich artystów, jak Otto Mueller, Otto Dix, Curt Querner i Hermann Glöckner. Galeria organizuje również wystawy czasowe.

### Pozostałe
W budynku mieści się biblioteka, mająca w swym posiadaniu około 20 000 koncentrujących się głównie na historii, sztuce, kulturze i ekonomii Drezna książek, z których najstarsze pochodzą z XVII wieku, a także 150 czasopism. Znajdują się w nim również sklep muzealny (niem. Museumsshop), oferujący szeroki wybór fachowej literatury i różnych upominków, oraz kawiarnia Museumscafé Krubsacius.